# Язево (Курганская область)
Язево — деревня в Куртамышском районе Курганской области России. Входит в состав Обанинского сельсовета.

## География
Деревня находится в южной части области, в пределах юго-западной части Западно-Сибирской равнины, в лесостепной зоне, на левом берегу реки Куртамыш, на расстоянии примерно 30 километров (по прямой) к востоку-юго-востоку (ESE) от города Куртамыша, административного центра района. Абсолютная высота — 76 метров над уровнем моря.
Климат
Климат характеризуется как континентальный, с холодной продолжительной малоснежной зимой и тёплым сухим летом. Среднегодовая температура — −1 °C. Средняя температура воздуха самого холодного месяца (января) составляет −17,7 °C (абсолютный минимум — −49 °С); самого тёплого месяца (июля) — 19 °C (абсолютный максимум — 41 °С). Безморозный период длится 113 дней. Годовое количество атмосферных осадков — 344 мм, из которых 190—230 мм выпадает в вегетационный период. Продолжительность периода с устойчивым снежным покровом равна 161 дню.

## История
До 2018 года входила в состав Закоуловского сельсовета, упразднённого Законом Курганской области от 30 мая 2018 года N 45.

## Население
| 1989 | 2002 | 2010 |
| ---- | ---- | ---- |
| 185  | ↗186 | ↘102 |

Гендерный состав
По данным Всероссийской переписи населения 2010 года в гендерной структуре населения мужчины составляли 43,1 %, женщины — соответственно 56,9 %.
Национальный состав
Согласно результатам Всероссийской переписи населения 2002 года, в национальной структуре населения русские составляли 98 %.

## Инфраструктура
ФАП Язево.
Обелиск воинам, павшим в годы Великой Отечественной войны.

## Транспорт
Деревня доступна автотранспортом.